# Wo meine Sonne scheint (Album)
Wo meine Sonne scheint ist das 21. Studioalbum des österreichischen Schlagersängers Freddy Quinn, das 1970 im Musiklabel Polydor (Nummer 2371 081) erschien. Es konnte sich nicht in den deutschen Albumcharts platzieren. Singleauskopplungen wurden keine produziert.

## Titelliste
Das Album beinhaltet folgende zwölf Titel:
- Seite 1

1. Wo meine Sonne scheint (im Original als Island in the Sun von Harry Belafonte, 1957[3])
2. Das alte Lied (im Original von Fritz Löhner-Beda und Hilde Loewe-Flatter [unter ihrem Pseudonym Henry Love], 1927[4])
3. Somewhere My Love (Lara’s Theme), „Schiwago-Melodie“ (im Original von Maurice Jarre aus dem Film Doktor Schiwago, 1965[5])
4. Ramona (im Original von Dolores del Río, 1928[6])
5. Komm auf die Schaukel, Luise (im Original von Hans Albers, 1932[7])
6. Stenka Rasin (russisches Volkslied, geschrieben Dmitri Nikolajewitsch Sadownikow, 1860er-Jahre[8])

- Seite 2

1. Mexikanische Serenade (im Original als South of the Border von Billy Cotton & his Band und Alan Breeze, 1939[9])
2. Der Laternanzünder (im Original als The Old Lamp-Lighter von Swing & Sway with Sammy Kaye und Billy Williams, 1946[10])
3. Tamara (im Original von Fred Weyrich, 1950[11])
4. Sag mir wo die Blumen sind (im Original als Where Have All the Flowers Gone von Pete Seeger, 1960[12])
5. Ol’ Man River (im Original von Jules Bledsoe, 1927[13])
6. Und wieder geht ein schöner Tag zu Ende (im Original von Sven-Olof Sandberg, 1941[14])